# قلعه دختر (تاکستان)

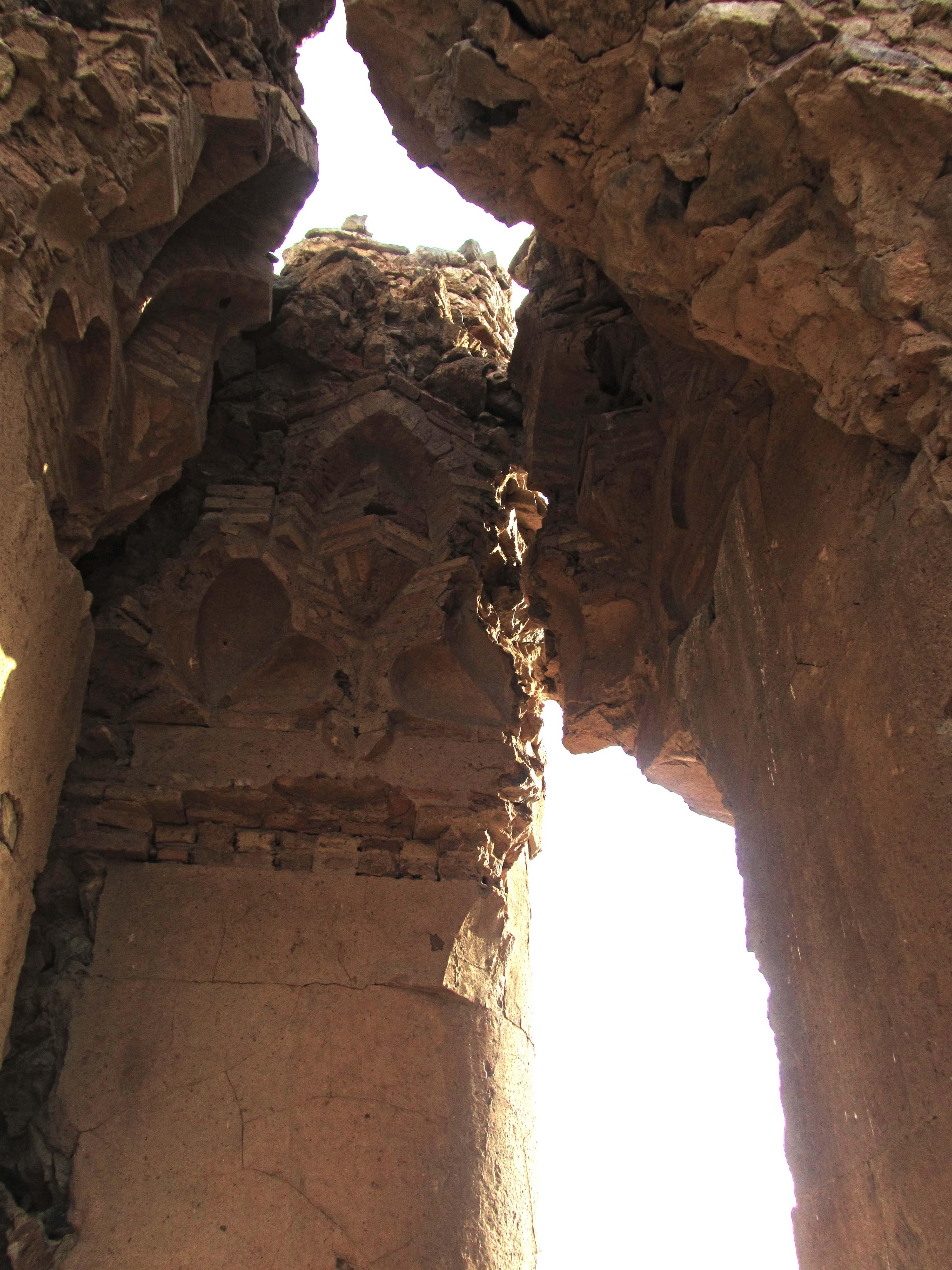
نمای داخلی قلعه دختر تاکستان با معماری ساسانی

قلعه دختر تاکستان (قز قلعه) مربوط به دورهٔ ساسانی و در شهرستان تاکستان، روستای آبکلو واقع شده و این اثر در تاریخ ۹ آبان ۱۳۷۷ با شمارهٔ ثبت ۲۱۴۱ به‌عنوان یکی از آثار ملی ایران به ثبت رسیده است.